# Vonda Phelps
Pour les articles homonymes, voir Phelps.
Vonda Phelps, née Maude Avonda Phelps, le 19 avril 1915 à Shreveport aux États-Unis, est une enfant star du cinéma muet américain, une actrice de vaudeville et une danseuse. Elle est la fille de Rinaldo Abel Phelps et de Lillian Maude Tiffin. Elle épouse, en 1940, Gerald Russell Hunsaker. Elle meurt le 2 septembre 2004 à Los Angeles aux États-Unis.

## Filmographie
La filmographie de Vonda Phelps, comprend les trois films suivants : 
- 1922 : The Man Who Waited
- 1922 : Une chimère  (titre original : Strange Idols)
- 1922 : The Jungle Goddess